# Klorogan
Klorogan is een bestuurslaag in het regentschap Madiun van de provincie Oost-Java, Indonesië. Klorogan telt 2520 inwoners (volkstelling 2010).